# Лайбахский конгресс
Лайбахский конгресс — международный конгресс, проходивший с 26 января по 12 мая 1821 года в австрийском Лайбахе (ныне столица Словении Любляна).
Был созван по инициативе Меттерниха по поводу революционного движения и провозглашения конституции в Неаполе.
В нём участвовали монархи, принадлежавшие к Священному союзу (императоры русский и австрийский и король прусский), а также посланники французский и английский.
На конгресс был приглашен и король Обеих Сицилий Фердинанд I; было решено, что последний должен отменить конституцию, на верность которой он дважды присягнул и которую обязался защищать перед конгрессом (чего не исполнил); на помощь ему должны были быть посланы австрийские войска (что и было сделано), а в случае нужды — и русские (что не понадобилось).
Тут же Меттерних убедил Александра I не помогать восставшей Греции.